# Orden del Mérito (Jamaica)
La Orden del Mérito (en inglés: Order of Merit) es una condecoración de Jamaica.
Puede concederse a jamaiquinos o extranjeros que hayan alcanzado distinción internacional eminente en la ciencia, el arte o equivalente. No pueden recibirla más de dos personas al año. Sólo pueden ser de la orden quince personas simultáneamente.
Los condecorados llevan el título de «Honorable» y las letras postnominales «OM» u «OM (Hon)» (en calidad de miembro honorario, si no son jamaiquinos).

## Miembros de la orden

### Actuales
- Dr. Fidel Castro Ruz, OJ (Hon)
- James Chambers, OD
- Prof. Anthony Abraham Chen
- Dr. Albert Belville Lockhart
- Sir Meredith Alister McIntyre, CD, OCC
- Sir Shridath Surendranath Ramphal, GCMG, OCC, QC
- Prof. Edward Robinson
- Prof. Michael Garfield Smith
- Derek Walcott, OCC
- Prof. Manley Elisha West
- Willard White
- Dr. Cicely Delphine Williams, CMG

### Fallecidos
- Louise Simone Bennett-Coverley, OJ, MBE
- Rev. William Knibb
- Dr. Thomas Phillip Lecky, OBE
- Edna Manley
- Michael Manley, ON
- Bob Marley
- Herbert Henry McKenley, OJ, CD
- Mary Seacole
- Sir Phillip Manderson Sherlock, KBE, OCC
- Prof. Carl Ebenezer McDougall Stone, CD
- Prof. Ralston Milton Nettleford, OCC